# Denise Holzkamp
Denise Holzkamp (Berlino, 7 aprile 1973) è un'ex schermitrice tedesca, vincitrice di una medaglia d'argento ai campionati mondiali di scherma.

## Palmarès
In carriera ha conseguito i seguenti risultati:
- Mondiali di scherma

La Chaux de Fonds 1998: argento nella spada individuale.
- Europei di scherma

Plovdiv 1998: oro nella spada a squadre.
Bolzano 1999: bronzo nella spada individuale.